# Libre consortium municipal de Raguse
Le libre consortium municipal de Raguse (en italien : Libero consorzio comunale di Ragusa) est un libre consortium municipal de Sicile, en Italie, dont le chef-lieu est Raguse.

## Géographie
Le libre consortium municipal se trouve au sud-est de la Sicile et il est borné à l'est par sa frontière avec le libre consortium municipal de Syracuse, au nord avec la ville métropolitaine de Catane et à l'ouest avec le libre consortium municipal de Caltanissetta. Au sud, le territoire du libre consortium municipal donne sur le canal de Sicile. Le territoire se trouve aux pieds des monts Hybléens, dont le point culminant est à 986 m.

## Histoire
L'histoire de la province se confond avec celle de la Sicile. Quelques faits la différencient néanmoins : l'histoire du comté de Modica, qui assura entre le XIVe siècle et le XIXe siècle une large autonomie aux terres administrées, et qui dépassaient celles de l'actuelle province.

## Nature
La vallée de l'Irminio et le val d'Ispica, visités entre autres par les voyageurs d'époque romantique du Grand Tour, possèdent une multitude de points d'intérêts naturels. Toute la côte offre aussi de nombreux lieux d'intérêt, comme les pantani di Longarini, un endroit apprécié par les amateurs d'ornithologie en raison des nombreuses espèces d'oiseaux migratoires qui y font escale.

## Économie
L'économie de la province est basée principalement sur l'agriculture. Le marché au gros de Vittoria est l'un des plus importants d'Italie, et les fruits et légumes de la province sont exportés dans toute l'Europe. Parmi les produits principaux il y a le raisin, les tomates, tomates cerises, artichauts, amandes, oranges, citrons, carottes.

## Culture
Reconstruite après le terrible tremblement de terre de 1693, toutes les villes de la province possèdent des monuments d'époque baroque tardive qui ont valu à trois d'elles, Modica, Scicli et Raguse l'inscription au patrimoine mondial de l'UNESCO. La ville de Raguse est le siège d'une succursale de l'Université de Catane.

## Tourisme
Le tourisme de la province n'est pas développé de manière intensive, en raison d'un éloignement des nœuds de transports principaux. L'aéroport de Catane se trouve à environ 100 km et la province est dépourvue d'autoroutes. Le réseau de chemin de fer, à une seule voie sur toute la province, se trouve depuis des décennies en état de semi-abandon.

## Administration
Raguse est le siège de l'administration provinciale.

### Commissaire extraordinaire
Le libre consortium est dirigé par un commissaire extraordinaire, nommé par le président de la région sicilienne.
- ?-31/05/2020 : Salvatore Piazza[2]

## Divers
La province a inspiré plusieurs metteurs en scène de cinéma et de télévision qui ont choisi ses différentes localités pour le tournage. Ce fut le cas de Divorce à l'italienne, un film qui a obtenu l'Oscar du meilleur scénario au début des années 1960, et la populaire série télévisée Commissaire Montalbano diffusée aussi en France.